# Північна сторона (Севастополь)
Півні́чна сторона́ (крим. Pivniçna yaqı), розмовне Північна, Сєвєрка — район Севастополя, розташований на північному березі Севастопольської бухти, входить до складу території Нахімовського району.

## Історія
До XIX століття тут не було житлового селища, знаходилися тільки окремі будинки, а також російські фортифікації: Костянтинівська батарея, Михайлівська батарея і Північне зміцнення, а на схід, в нинішньому селищі Голландія — також заміські дачі. На мисі схід бухти Північної під час першої оборони Севастополя розташовувалася батарея № 4 і госпіталь, в якому працював Н. І. Пирогов і помер адмірал П. С. Нахімов.
На початку XX століття на Північній стороні виникло селище Бартеньєвка, потім, вже в післявоєнний період була забудована територія поблизу площі Захарова і побудований мікрорайон Радіогірка. Тоді ж тут з'явилися науково-дослідні підприємства та інші установи. Північна сторона, в основному, забудована малоповерховим приватним сектором. Головні вулиці району — Челюскінців, Леваневського, Ціолковського, Богданова, Симонка.

## Опис району
У районі в місцевості Учкуївка розташований один з найкращих піщаних пляжів Севастополя — «Учкуївка», поруч з ним однойменний парк; в XVIII столітті ця місцевість належала адміралу Федору Ушакову.
На Північній стороні знаходяться причали, що зв'язують цю частину міста пасажирськими катерами з центром — на площі Захарова, в Радіогірці і Голландії. На площі Захарова також є поромна переправа і автостанція «Північна». Найближча залізнична станція — Мекензієві Гори.

## Пам'ятки історії і культури
- Братське кладовище
- Свято-Микільська церква
- Катерининська миля
- Костянтинівська батарея
- Михайлівська батарея
- Північний форт
- Пам'ятник Слави воїнів 2-ї гвардійської армії